# 天然足会
天然足会（てんねんそくかい）は、日本統治時代の台湾において纏足風習の廃絶を目指し1900年（明治33年）に発足した団体である。「天然足」とは「身体改造をしない、ありのままの足」という意味である。

## 背景
纏足は唐代の末期頃から出現した漢民族の風習で、女児の足を布で巻き、足の発育を妨げ、足裏の骨格を湾曲変形させ、足裏を非常に小さいまま保つようにする。女性が小さな足をもつことは、高貴と美の象徴とされた。台湾総督府は、一種の身体改造というべきこの習慣を悪習とみなした。とはいえ総督府も本島人の慣習にはかたくなな干渉はせず、纏足の禁止はしなかった。

## 発足と活動
台北の漢方医である黄玉階は纏足の追放を訴え、1900年（明治33年）3月15日に「（台北）天然足会」を発起し、県当局に登録申請を行い、「解纏足（纏足をほどく）」運動の幕を開けた。同時に学校教育や新聞、雑誌などの宣伝指導を通じて運動を広めた。しかし、纏足は、千年近く続く漢民族の伝統となっており、会員の家族ですら纏足を止めないなど、その追放は容易ではなく、一時活動の停滞を余儀なくされた。1903年（明治36年）に入ると、纏足追放の気運が再び高まり、台北のみならず台湾各地に支部が結成された。大正に入ると、台湾総督府も積極的に纏足追放に乗り出し、1915年（大正4年）保甲の規約にも纏足禁止する条文を明記し、違反者は保甲連座法で処罰した。その後、纏足の風習は廃絶されるに至った。